# Paul Morphy
Paul Charles Morphy (22. června 1837, New Orleans, Louisiana – 10. července 1884 tamtéž) byl americký šachista, neoficiální mistr světa své doby. Některými bývá považován za největšího šachistu všech dob.

## Životopis

### Dětství a mládí
Paul Charles Morphy se narodil v New Orleansu ve státě Louisiana jako syn úspěšného advokáta. Muži v jeho rodině hráli šachy již dlouho. Jeho strýc Ernest patřil k nejsilnějším hráčům města. Šachy se Paul Morphy naučil hrát v 10 letech a hrál s nejlepšími hráči ve městě, sehrál s nimi stovky partií a ve třinácti letech byl nejlepším místním hráčem a jedním z nejlepších hráčů ve Spojených státech. Například v rozmezí let 1849–1850 sehrál přes padesát partií s Eugènem Rousseauem a vyhrál většinu z nich. Když roku 1850 zavítal do New Yorku maďarský šachista Johann Jacob Löwenthal, považovaný za jednoho z nejsilnějších evropských hráčů, Morphy jej i přes své mládí překvapivě porazil 2:0 (=1).

### Šachová kariéra
Svou závratnou, ale krátkou šachovou kariéru zahájil Morphy v roce 1857, kdy zvítězil v New Yorku na turnaji při prvním americkém šachovém kongresu. Na turnaj bylo pozváno šestnáct nejlepších amerických hráčů, hrálo se vyřazovacím způsobem (na postup bylo nutno vyhrát tři partie, na vítězství ve finále pět partií), Morphy se lehce dostal do finále, kde si pak vybojoval titul mistra USA v šachu. V prvním kole turnaje porazil Morphy Jamese Thompsona1 3:0, ve druhém kole Alexandra Beauforta Meeka2 rovněž 3:0, v semifinále Theodora Lichtenheina 3:0 (=1) a ve finále Němce Louise Paulsena 5:1 (=2), který tehdy žil v USA.

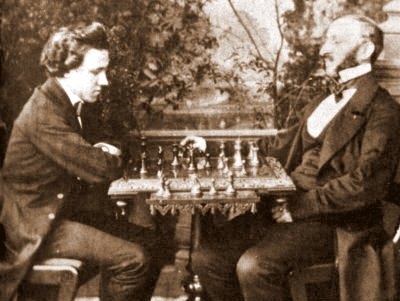
Paul Morphy a Johann Jacob Löwenthal v roce 1858

Po svém vítězství v New Yorku toužil Morphy sehrát zápas s Howardem Stauntonem, kterého i přes slávu Adolfa Anderssena považoval za nejsilnějšího šachistu světa. Když Staunton odmítl pozvání do USA s tím, že jako neprofesionální hráč nemůže na dlouhou dobu opustit své zaměstnání, odjel Morphy v červnu roku 1858 do Anglie dohodnout střetnutí se Stauntonem osobně. V Anglii šel Morphy od vítězství k  vítězství:
- Morphy – Thomas Wilson Barnes celkově 19:8 (=1),[4]
- Morphy – Henry Edward Bird 10:1 (=1),
- Morphy – Samuel Standige Boden 6:1 (=4),[5]
- Morphy – Eduard Löwe 6:0,
- Morphy – Johann Jacob Löwenthal 9:3 (=2),
- Morphy – George Webb Medley 3:2 (=1),
- Morphy – John Owen 5:0 (=2).

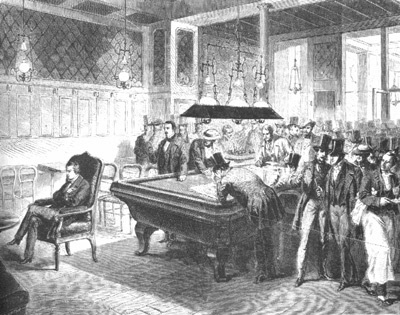
Morphyho simultánka naslepo v Café de la Régence v Paříži

Zápas se Stauntonem se Morphymu však vyjednat nepodařilo. Staunton se zápasu vyhýbal a s Morphym sehrál jen dvě konzultační partie, kdy na jedné straně šachovnice zasedli Morphy s Barnesem a na druhé Staunton s Owenem, přičemž Morphy a Barnes obě partie vyhráli.
Zápas se Stauntonem byl v nedohlednu; Staunton se namísto zápasu s Morphym zúčastnil koncem srpna roku 1858 vyřazovacího turnaje při druhém šachovém kongresu Britské šachové asociace v Birminghamu. Morphy sice do Birminghamu přijel, ale účast na turnaji odmítl, aby Staunton nemohl tvrdit, že tento turnaj nahradil jejich společný zápas. V Birminghamu sehrál simultánku naslepo s výsledkem 6:1 (=1) a pak se rozhodl odjet do Paříže.
V Paříži v Café de la Régence se Morphy nejprve střetl s předním německým šachistou Danielem Harrwitzem s výsledkem 5:2 (=1). Harrwitz sice vyhrál první dvě partie, pak však z dalších šesti pět prohrál a zápas vzdal. Protože během zápasu Harrwitz neustále požadoval oddechový čas a odkládal partie, sehrál Morphy v Café de la Régence další simultánku naslepo, tentokrát ještě s lepším výsledkem 6:0 (=2).
Poté následovala další série vítězství:
- Morphy – Jules Arnous de Rivière 5:2 (=1),
- Morphy – Paul Journoud3 3:0,
- Morphy – Francois Jules Devinck4 2:0 (=1)
- Morphy – Pierre Charles Fournier de Saint-Amant 1:0.

Velmi známá je operní partie, kterou Morphy vyhrál v roce 1858 v Paříži v budově operního domu Opéra Le Peletier proti dvěma konzultujícím aristokratům, německému emigrantovi, sesazenému vévodovi z Brunšviku a Lüneburgu Karlu II. a hraběti Isouardu de Vauvenargues.
Protože Staunton definitivně odmítl k zápasu nastoupit, potřeboval Morphy k potvrzení svého neoficiálního světového prvenství porazit ještě Adolfa Anderssena, který však již šest let šachy na vrcholové úrovni nehrál. Přesto Adolf Anderssen během vánočních prázdnin roku 1858 do Paříže přijel. S Morphym sehrál během devíti dnů (od 20. do 28. prosince) jedenáct partií s celkovým výsledkem 2:7 (=2) ve svůj neprospěch..
Počátkem roku 1859 porazil ještě Morphy v Paříži Angličana Augusta Mongrediena 7:0 (=1) a pak se v květnu triumfálně navrátil zpět do vlasti. Zde ho okázale uvítali přední představitelé americké vědy a kultury, mezi nimi básník Henry Wadsworth Longfellow. Pro veřejnost byl Morphy prvním Američanem, který ve svém oboru dokázal předstihnout Evropany. Při slavnostním ceremoniálu byl Morphy nazván mistrem světa v šachu, což bylo poprvé v historii, kdy byl tento titul použit.

## Nemoc a smrt

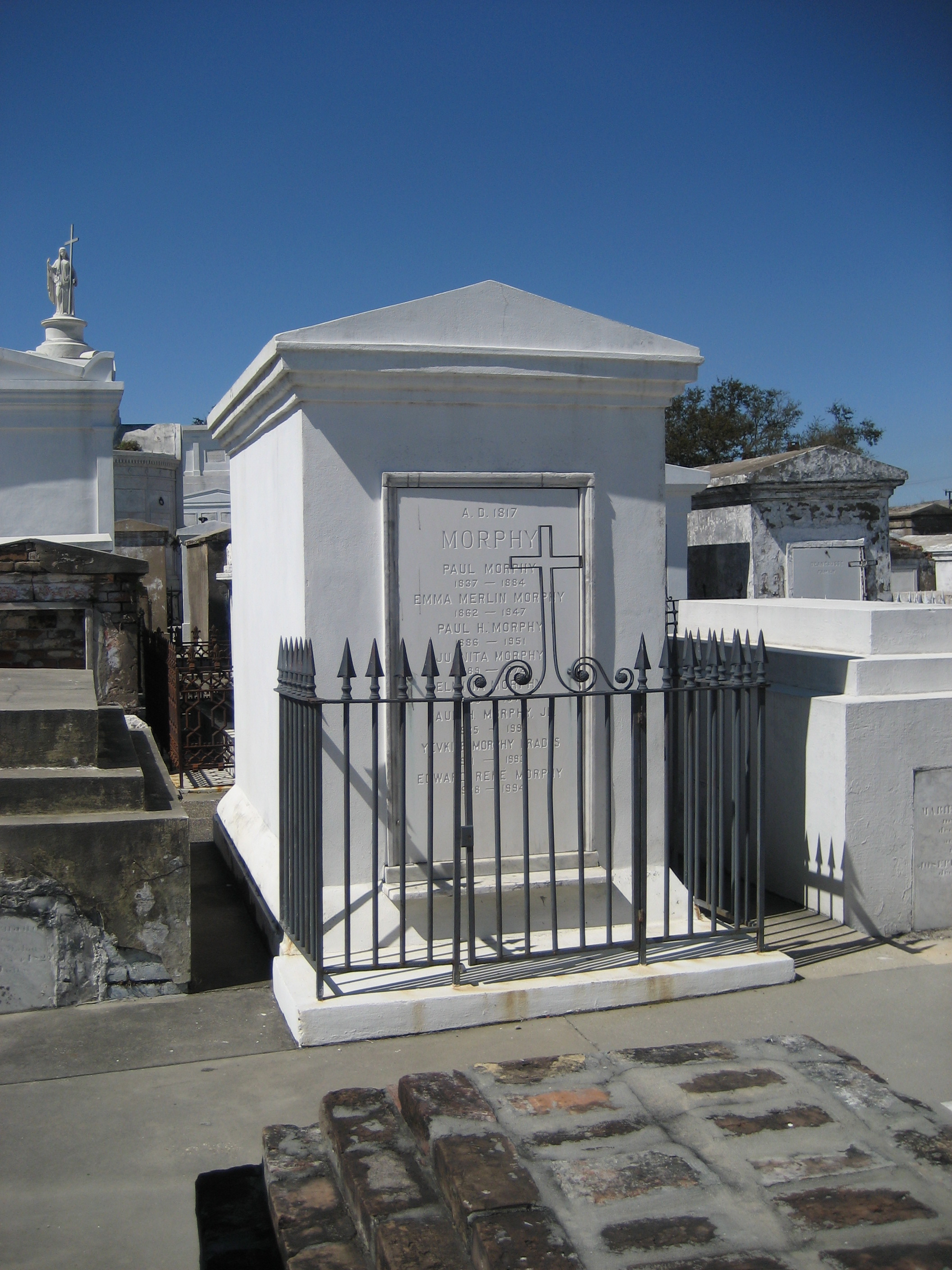
Hrobka Paula Morphyho v New Orleansu

Po vypuknutí občanské války v USA se Morphy rozhodl nezúčastnit se bojů na straně Jihu. Odcestoval na Kubu a později opět do Francie, kde se však již začala projevovat jeho duševní choroba. Od roku 1860 se přestal zúčastňovat významných šachových turnajů. Především nepřijel na turnaj v Londýně v roce 1862, který definitivně navrátil Adolfa Anderssena zpět na první příčku v žebříčku světových šachistů. Po návratu do Ameriky na šachy postupně zcela zanevřel. Přispělo k tomu bezesporu i to, že americká asociace advokátů nepřijala Morphyho za svého člena, protože šachy byly tehdy ještě považovány za zábavu nedůstojnou „seriózního“ člověka. Poslední šachové partie sehrál Morphy v roce 1869 v New Orleansu s Charlesem Amadeem Maurianem (1838–1912), svým nejčastějším soupeřem, s výsledkem 6:2.
Před smrtí trpěl Morphy utkvělými představami, záchvaty melancholie, později i paranoiou. Zemřel ve čtyřiceti sedmi letech na mozkovou mrtvici.

## Význam v dějinách šachu
Za svůj život sehrál Morphy 227 soutěžních partií a zvítězil v 83 procentech z nich. Morphyho úspěch byl založen na kombinaci skvělého útočného umění a zdravé strategie; intuitivně chápal, jak se má útok správně připravit. Jeho závratná šachová kariéra trvala v podstatě něco málo přes dva roky. Jeho pojetí šachu bylo však na svou dobu převratné a obohatilo šachovou teorii ve všech fázích šachové partie. Morphy měl vynikající techniku hry a překonával své soupeře v koncovkách. Zároveň ale pochopil, že nejdůležitější podmínkou úspěchu v šachové partii je mobilizace sil v zahájení. Nebál se dobře vypočítaných obětí, věděl o významu centra šachovnice a otevřených drah pro figury. Dokázal skvěle útočit, přitom však základním principem jeho stylu nebyl útok na krále, ale poziční, zpravidla nátlaková, ale velmi promyšlená hra.